# یواس‌اس ساراتوگا (سی‌وی-۶۰)
یواس‌اس ساراتوگا (سی‌وی-۶۰) (به انگلیسی: USS Saratoga (CV-60)) یک کشتی بود که طول آن ۰۶۳ فوت (۱۹ متر) بود. این کشتی در سال ۱۹۵۵ ساخته شد.